# Kastaniótissa (Eubée)
Kastaniótissa, en grec moderne : Καστανιώτισσα, est un village du dème de Histiée-Edipsós, sur l'île d'Eubée, en Grèce.
Selon le recensement de 2011, la population de Kokkinomiliá compte 224 habitants.